# Stephan Retzer
Stephan Retzer (* 11. Oktober 1976 in Deggendorf) ist ein ehemaliger deutscher Eishockeyspieler, der zuletzt in der Deutschen Eishockey Liga für den ERC Ingolstadt spielte. Sein Bruder Christian ist ebenfalls Eishockeyspieler.

## Karriere
Stephan Retzer spielte von 1992 bis 1994 für den EV Landshut in der Junioren-Bundesliga. Schon in der Saison 1993/94 kam der Linksschütze erstmals für die Profimannschaft des EVL zum Einsatz, für die er ab der folgenden Spielzeit als Stammspieler in der neu gegründeten DEL agierte. 1994/95 wurde der Verteidiger mit der Mannschaft Vizemeister, als man das Finale der Play-offs gegen die Kölner Haie verlor. 1996 wechselte Retzer in die zweitklassige 1. Liga zum TSV Erding. Nachdem er mit den Bayern 1999 in die Oberliga abgestiegen war und im nächsten Jahr den Wiederaufstieg geschafft hatte, wechselte Retzer schließlich zur Saison 2001/02 zurück in die DEL, wo er einen Vertrag bei den Kassel Huskies unterzeichnete.
Mit den Hessen erreichte der Abwehrspieler zunächst zweimal die Endrunde, 2005 stieg er mit der Mannschaft jedoch sportlich ab. Bevor die Huskies durch den Lizenzentzug des EHC Wolfsburg doch noch in der Liga verblieben, hatte Retzer bereits einen Vertrag bei den Adler Mannheim unterschrieben. Mit seinem neuen Team verpasste der Verteidiger in der Spielzeit 2005/06 die Play-offs, gewann aber mit den Adlern im Folgejahr die deutsche Meisterschaft. Zur Spielzeit 2007/08 wechselte Retzer zum Ligakonkurrenten Hamburg Freezers.
Im April 2010 wurde er vom ERC Ingolstadt verpflichtet, für den er bis 2012 aktiv war und in dieser Zeit sein 700 DEL-Spiel absolvierte. Anschließend beendete er seine Karriere im Sommer 2012 und ist seit Juli 2013 Physiotherapeut beim ERCI.

### International
Seine Karriere in den Auswahlteams des DEB startete Retzer 1993 bei der Junioren-Europameisterschaft. Es folgten weitere Einsätze für die Juniorenmannschaft bei der EM 1994 sowie den Weltmeisterschaften 1994 und 1995. 2003 gehörte der Verteidiger bei der Weltmeisterschaft erstmals zum Kader der A-Nationalmannschaft. Für sie nahm er auch an den Welttitelkämpfen 2004 und 2005 und außerdem am World Cup of Hockey 2004 teil.

## Erfolge und Auszeichnungen
- 2004 Teilnahme am DEL All-Star Game
- 2005 Teilnahme am DEL All-Star Game

## Karrierestatistik
(Legende zur Spielerstatistik: Sp oder GP = absolvierte Spiele; T oder G = erzielte Tore; V oder A = erzielte Assists; Pkt oder Pts = erzielte Scorerpunkte; SM oder PIM = erhaltene Strafminuten; +/− = Plus/Minus-Bilanz; PP = erzielte Überzahltore; SH = erzielte Unterzahltore; GW = erzielte Siegtore; 1 Play-downs/Relegation; Kursiv: Statistik nicht vollständig)

1 inklusive der Vorgängerligen „1. Liga“ (1994–1998) und „Bundesliga“ (1998–1999)